# 3424 Nušl
3424 Nušl è un asteroide della fascia principale. Scoperto nel 1982, presenta un'orbita caratterizzata da un semiasse maggiore pari a 2,5472940 UA e da un'eccentricità di 0,0727600, inclinata di 6,75757° rispetto all'eclittica.
L'asteroide è dedicato all'astronomo ceco František Nušl.